# 三上晃
三上 晃（みかみ あきら、1921年5月20日 - 2004年8月1日）は、元高等学校教員（県立高校教頭を経て、広島県立廿日市養護学校校長）で、「人間と植物との意思疎通」をテーマにした独自の研究や著作をおこなった人物。教職を退いたのち、私設の研究室である「日本相対磁波研究所」の所長を称していた。勲四等瑞宝章受章。

## 概要
三上は「永年の研究を積み重ねた」末に、「人間の問いかけに対して植物の意思（Yes, Noのランプ表示)を読み取ることができる」と称する機器（LBS-Leaf Bio Sensor）を開発した。
この機器は「エネルギー変換器」、「超電流の増幅器」、「テスター」、それに「媒体センサー」（名称はいずれも三上の著書による）が取り付けられるもので、著書『植物は警告する』や『植物の超能力』等に詳細が述べられている。
一教員であった三上がこの研究に入ったきっかけや、植物の「驚異能力を知る」過程は、世に出た最初の書『木の葉のテレパシー』に書かれている。
また、著書の中で、当時としては荒唐無稽であった「太陽には水がある」との説を発表。
1993年にと学会から、『植物は警告する』によって「第2回日本トンデモ本大賞」を受賞。と学会による『トンデモ本の世界』 （洋泉社、1995年）では、三上がパソコン（PC-9800シリーズ）のフロッピーディスクに500円硬貨のデータをインプットするのに「埋めた硬貨の上にフロッピーとハンディコピー機を置いて5分間放置する」、パソコンに500円硬貨のデータを読み込ませるのに「フロッピーディスクドライブに500円の写真をそのまま挿入する」といった内容が紹介されている。三上はこの受賞を（賞の趣旨を誤解する形で）喜び、と学会宛に礼状（『トンデモ本の世界』に紹介されている）を送っている。しかし後に賞の意味に気付いた本人は著書に反論を展開している。

## 著書
- 『木の葉のテレパシー―実用』たま出版 1982年01月 ISBN 4-88481-078-3
- 『植物は語る―サザンカの愛に導かれて』たま出版 1989年01月 ISBN 4-88481-192-5
- 『植物の超能力―リーフ・バイオ・センサーの実験と応用』たま出版 1990年08月 ISBN 4-88481-221-2
- 『新版 木の葉のテレパシー―植物の遠隔写真感応現象』たま出版 1991年03月 ISBN 4-88481-241-7
- 『植物は警告する―バイオ・コンピュータの驚異』たま出版 1992年12月 ISBN 4-88481-291-3
- 『知られざる植物の超能力!! たまの新書』たま出版 1994年05月 ISBN 4-88481-805-9
- 『植物さんとの共同研究―物と心のどんづまりを求めて』たま出版 1996年07月 ISBN 4-88481-487-8
- 『森羅万象山茶花悉皆演義―あらゆるものをサザンカがすべてものがたる』ラテール出版局 1999年07月 ISBN 4-947681-37-3